# Granius Licinianus
Granius Licinianus var en romersk historiker under 200–300-talen e.Kr.
Granius Licinianus är författare till en historisk handbok som särskilt sysslar med anekdoter, kuriositeter och under. I en handskrift i London är som understa och äldsta skrift delar av fyra böcker bevarade, behandlande händelser 163–178 f.Kr. Granius Licinianus verkar ha haft Livius som sin huvudkälla.